# クマノクスビ
クマノクスビ（熊野久須毘、熊野櫲樟）は、日本神話に登場する神である。

## 概要

アマテラスとスサノヲの誓約（『古事記』に基づく） SVGで表示（対応ブラウザのみ）

誓約の段において、『古事記』、『日本書紀』において須佐之男命が天照大御神の持ち物である八尺瓊勾玉を譲り受けて化生させた五柱（『日本書紀』第三の一書では六柱）の神の一柱で、天照大御神の物実から生まれたので天照大御神の子であると宣言された。
『古事記』では熊野久須毘命、『日本書紀』本文では熊野櫲樟日命（クマノクスヒ）、第一の一書では熊野忍蹈命（クマノオシホミ）、第二の一書では熊野櫲樟日命（クマノクスヒ）、第三の一書では熊野忍蹈命（クマノオシホミ）またの名を熊野忍隅命（クマノオシスミ）、別段（岩戸隠れ）第三の一書では熊野大角命（クマノオオスミ）と表記されている。また熊野大隅命（クマノオオスミ）とも。いずれも最後（5番目または6番目）に化生した神とされている。

## 熊野との関連
神名の「クスビ（クスヒ）」は「奇し霊」（神秘的な神霊）もしくは「奇し火」の意と考えられる。「クマノ」は熊野のことであり、出雲の熊野大社（島根県松江市）のこととも、紀伊の熊野三山のことともされる。熊野大社の現在の祭神は「熊野大神櫛御気野命」であるが、元々の祭神はクマノクスビであったとする説がある。
熊野三山の一つの熊野那智大社（和歌山県東牟婁郡那智勝浦町）の祭神・熊野夫須美大神は伊弉冉尊のこととされるが、これもクマノクスビのことであるとする説がある。